# Barrage de Sarıbeyler
Le barrage de Sarıbeyler est un barrage de Turquie.

## Sources
- (en) www.dsi.gov.tr/tricold/saribeyl.htm Site de l'agence gouvernementale turque des travaux hydrauliques